# Caligus hyalinae
Caligus hyalinae är en kräftdjursart som beskrevs av Heegaard 1966. Caligus hyalinae ingår i släktet Caligus och familjen Caligidae. Inga underarter finns listade i Catalogue of Life.